# Călinești (okręg Bacău)
Călinești – wieś w Rumunii, w okręgu Bacău, w gminie Motoșeni. W 2011 roku liczyła 149 mieszkańców.